# فرودگاه هاوکسبوری
فرودگاه هاوکسبوری (به انگلیسی: Hawkesbury Airport) یک فرودگاه خصوصی است که یک باند فرود چمن دارد و طول باند آن ۵۴۱ متر است. این فرودگاه در کشور کانادا قرار دارد و در ارتفاع ۵۱ متری از سطح دریا واقع شده‌است.